# Mundżak laotański
Mundżak laotański (Muntiacus rooseveltorum) – gatunek mało znanego leśnego ssaka parzystokopytnego z podrodziny jelenii (Cervinae) w obrębie rodziny jeleniowatych (Cervidae).

## Taksonomia
Gatunek po raz pierwszy zgodnie z zasadami nazewnictwa binominalnego opisał w 1832 roku amerykański teriolog Wilfred Hudson Osgood umieszczając nowo opisany gatunek w rodzaju Muntiacus nadając mu nazwę rooseveltorum. Opis ukazał się w artykule poświęconym okazom ssaków zebranym podczas wyprawy Kelley-Roosevelt Asiatic Expedition, którą sfinansował prezydent USA Franklin D. Roosevelt, opublikowanym w czasopiśmie Publication. Field Columbian Museum. Zoological series. Miejsce typowe to Muong Yo, na wysokości 2700 ft (823 m), Laos. Holotyp to czaszka i skóra nie w pełni dorosłego samca (sygnatura FMNH:Mamm:31783) ze zbiorów Muzeum Historii Naturalnej w Chicago; okaz typowy zebrał 16 maja 1929 roku amerykański zoolog Harold Jefferson Coolidge Jr.. 
Analiza oparta na danych genetycznych przeprowadzona w 2020 roku umieszcza M. rooseveltorum w kladzie złożonym z M. vuquangensis, M. putaoensis, M. troungsonensis i M. reevesi. Autorzy Illustrated Checklist of the Mammals of the World uznają ten gatunek za monotypowy. 

### Etymologia
- Muntiacus: sundajska nazwa Muntjak dla mundżaka[9].
- rooseveltorum: Theodore Roosevelt Jr. (1887–1944), amerykański wojskowy, polityk i pisarz, generał brygady US Army, w latach 1929–1932 gubernator Portoryko; Kermit Roosevelt (1889–1943), amerykański ornitolog amator, przedsiębiorca, odkrywca, wojskowy[10].

## Rozmieszczenie geograficzne
Zasięg bardzo niejasny, miejsce typowe w Laosie, ale prawdopodobnie obecny także w Wietnamie i prawdopodobnie w południowej Chińskiej Republice Ludowej.

## Morfologia
Brak danych na temat wymiarów i masy ciała. Mały mundżak, którego szacowana wysokość w kłębie wynosi około 40 cm, z krótkimi możdżeniami (4 cm długości) i drobnym nierozgałęzionym porożem (około 2 cm długości). Samice z dobrze rozwiniętymi górnymi kłami. Furo koloru ciemnobrązowego do czarnego, z pomarańczowobrązowym kępką na czole; na twarzy i gardle koloru ochrowego. Ogon w górnej części jest brązowy.

## Status
Gatunek odkryto w Laosie w 1929 roku, później zwierzę nie było notowane, dopiero w 2012 r. na granicy Laosu i Wietnamu odnaleziono szczątki przedstawiciela tego gatunku, a 6 października 2019 r. na terenie Parku Narodowego Bach Ma udało się sfotografować samicę z młodym.